# پارک ملی آگتلک
آگتلک (مجاری: Aggteleki Nemzeti Park) یک بوستان ملی در شمال مجارستان است.

## نگارخانه

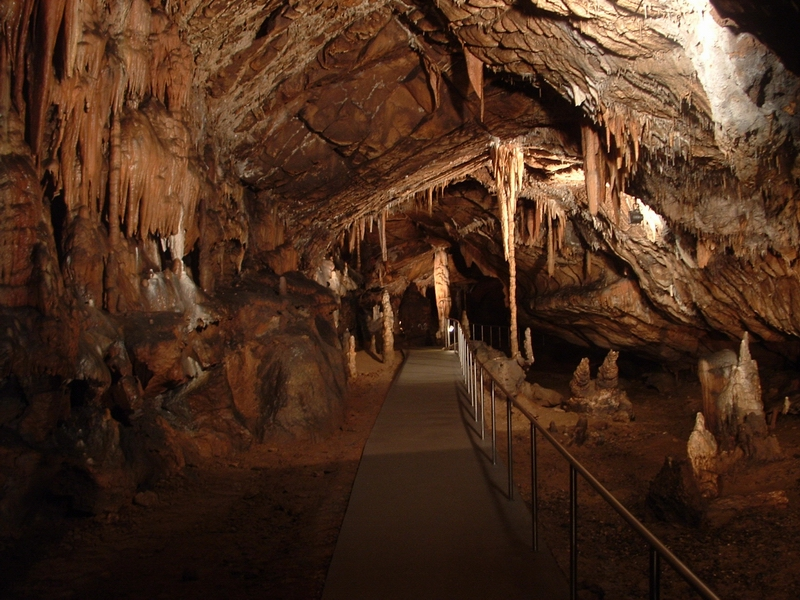
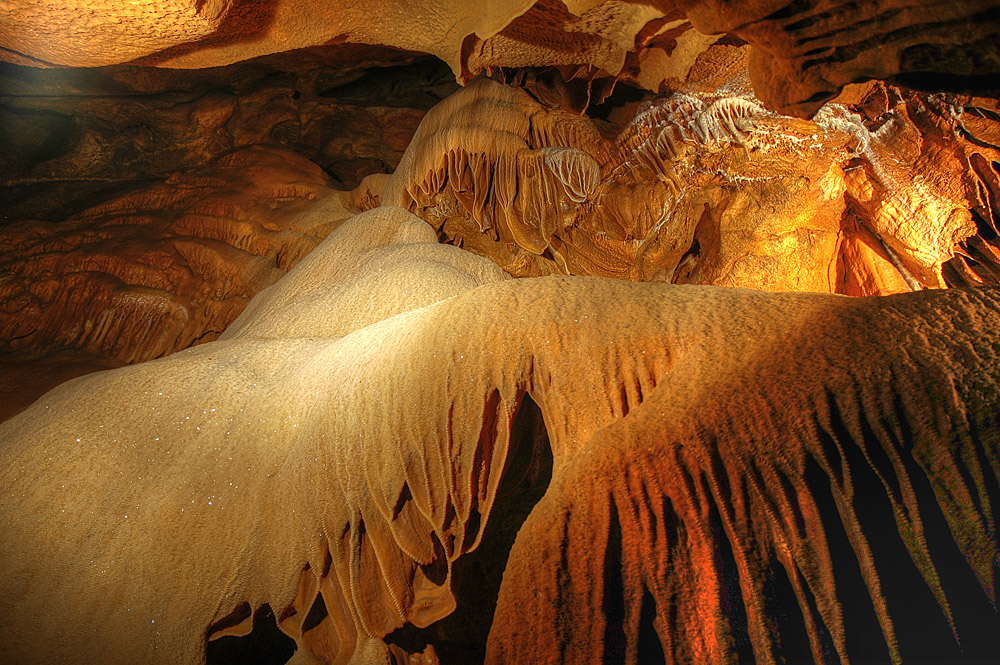
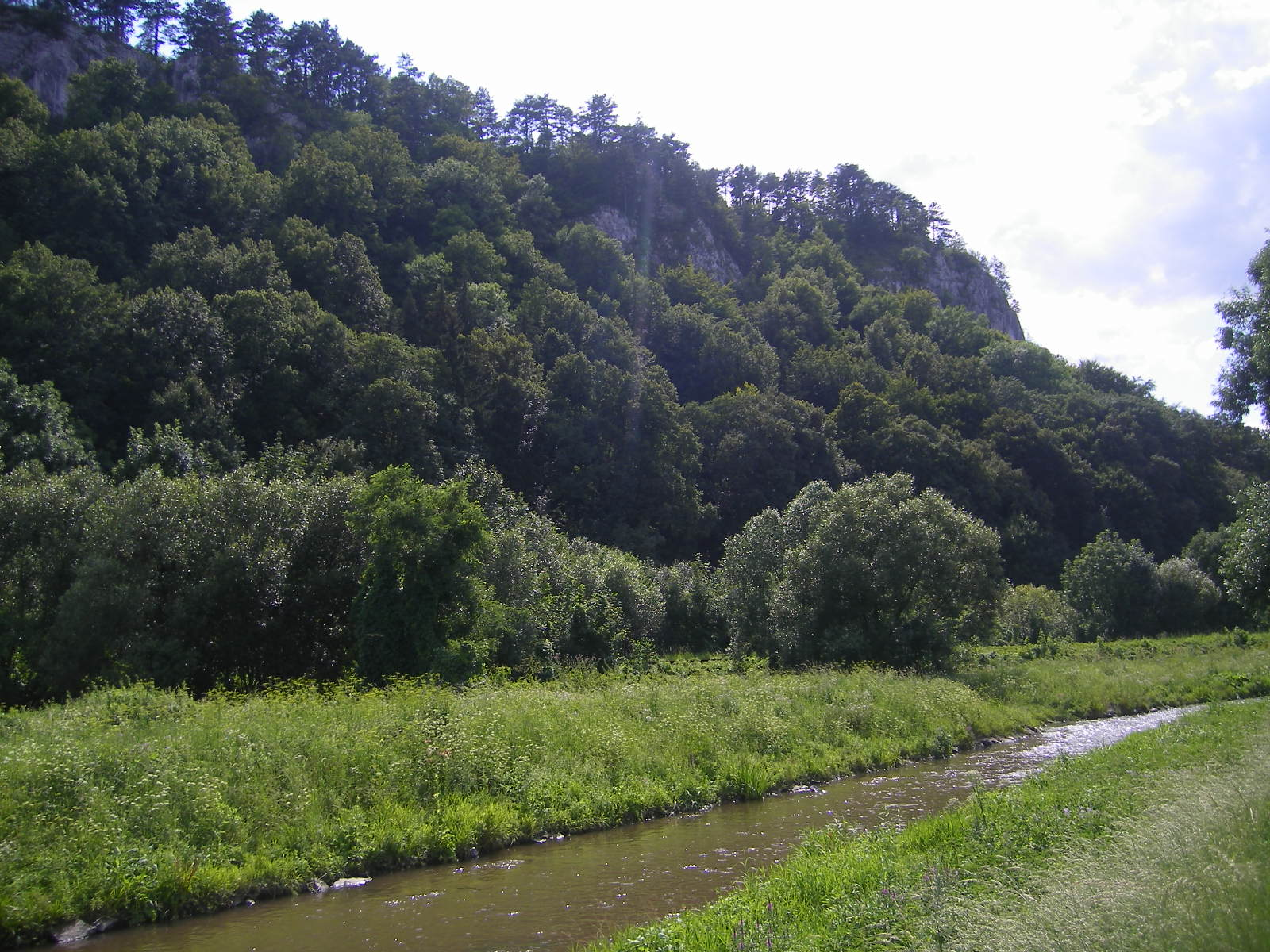
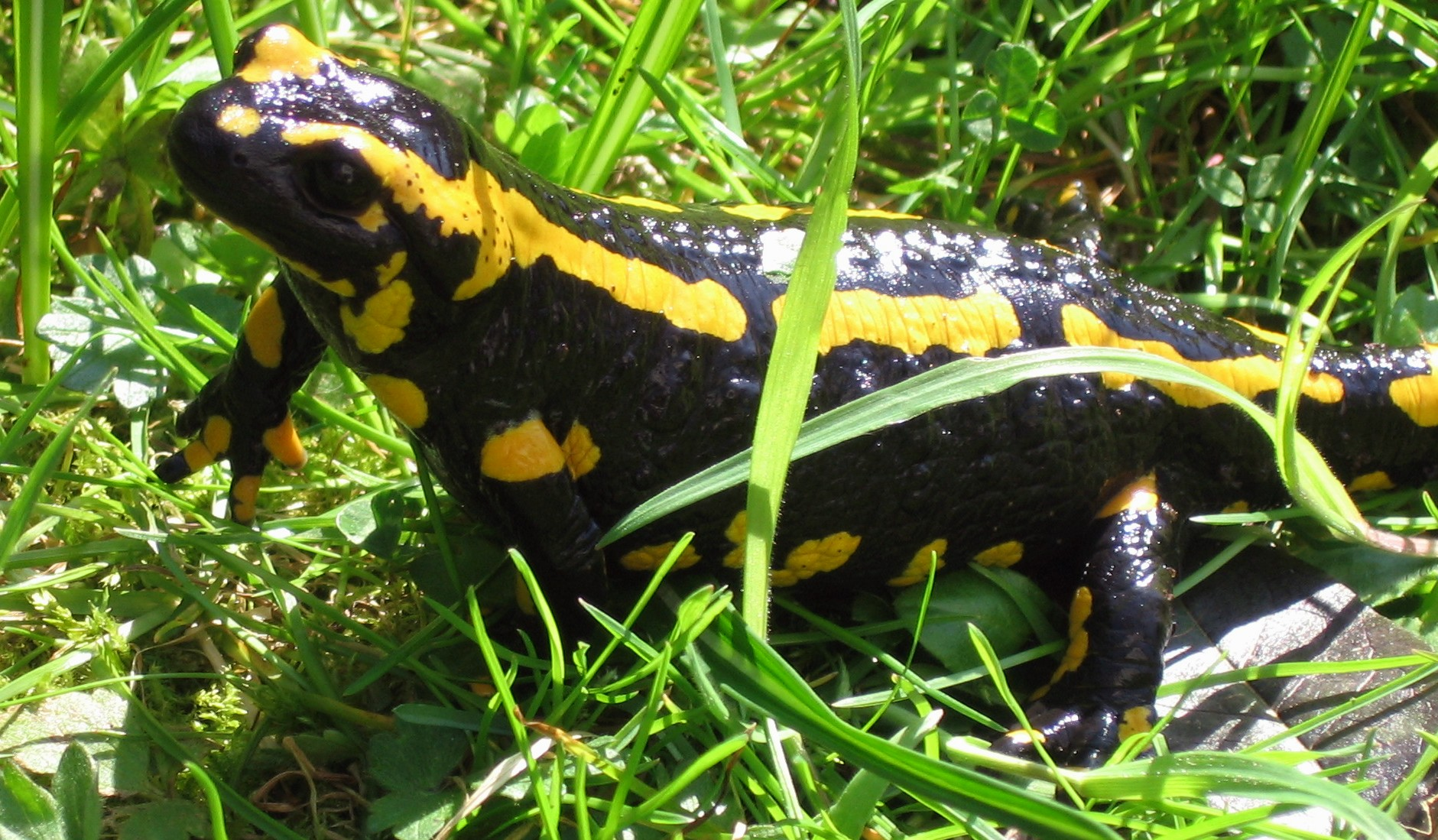
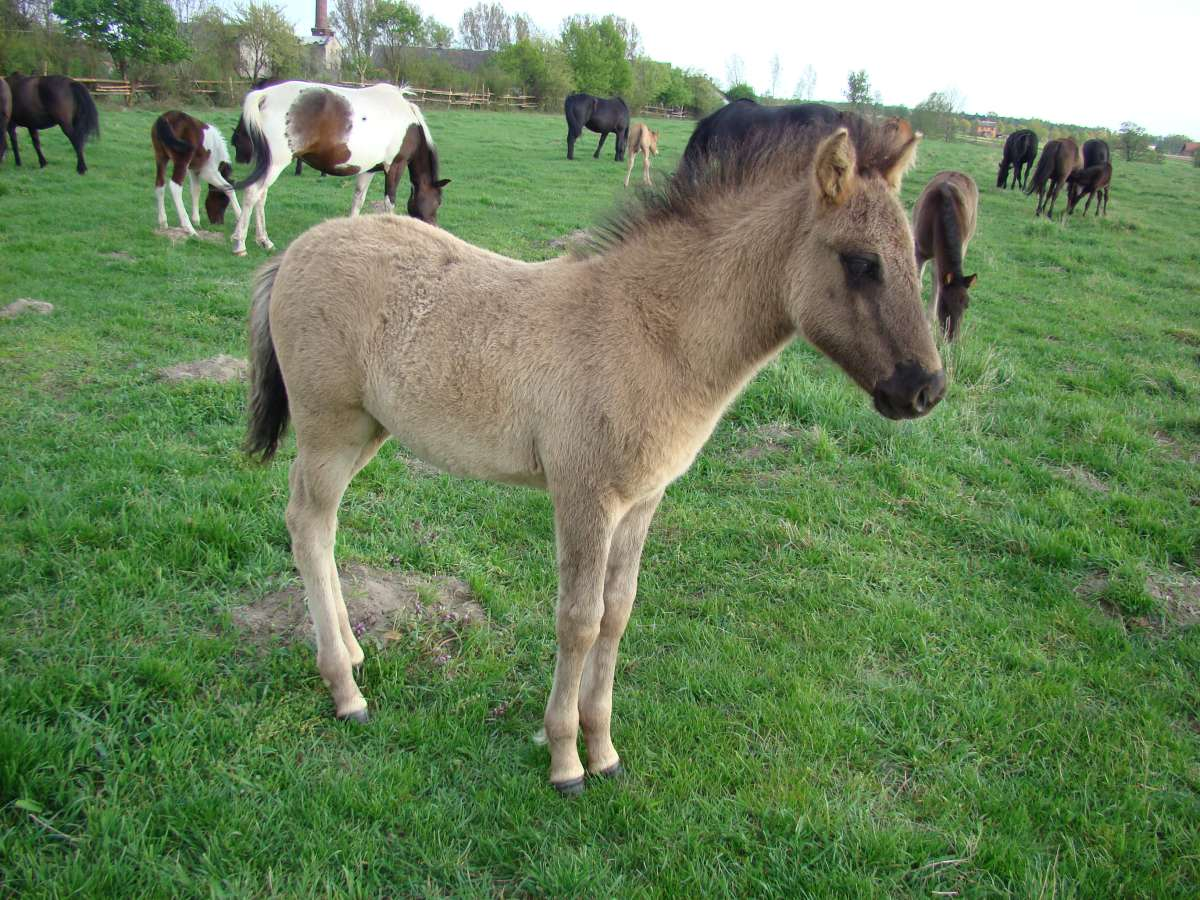
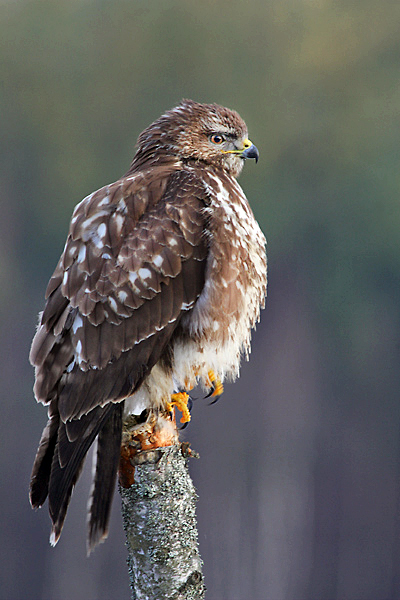
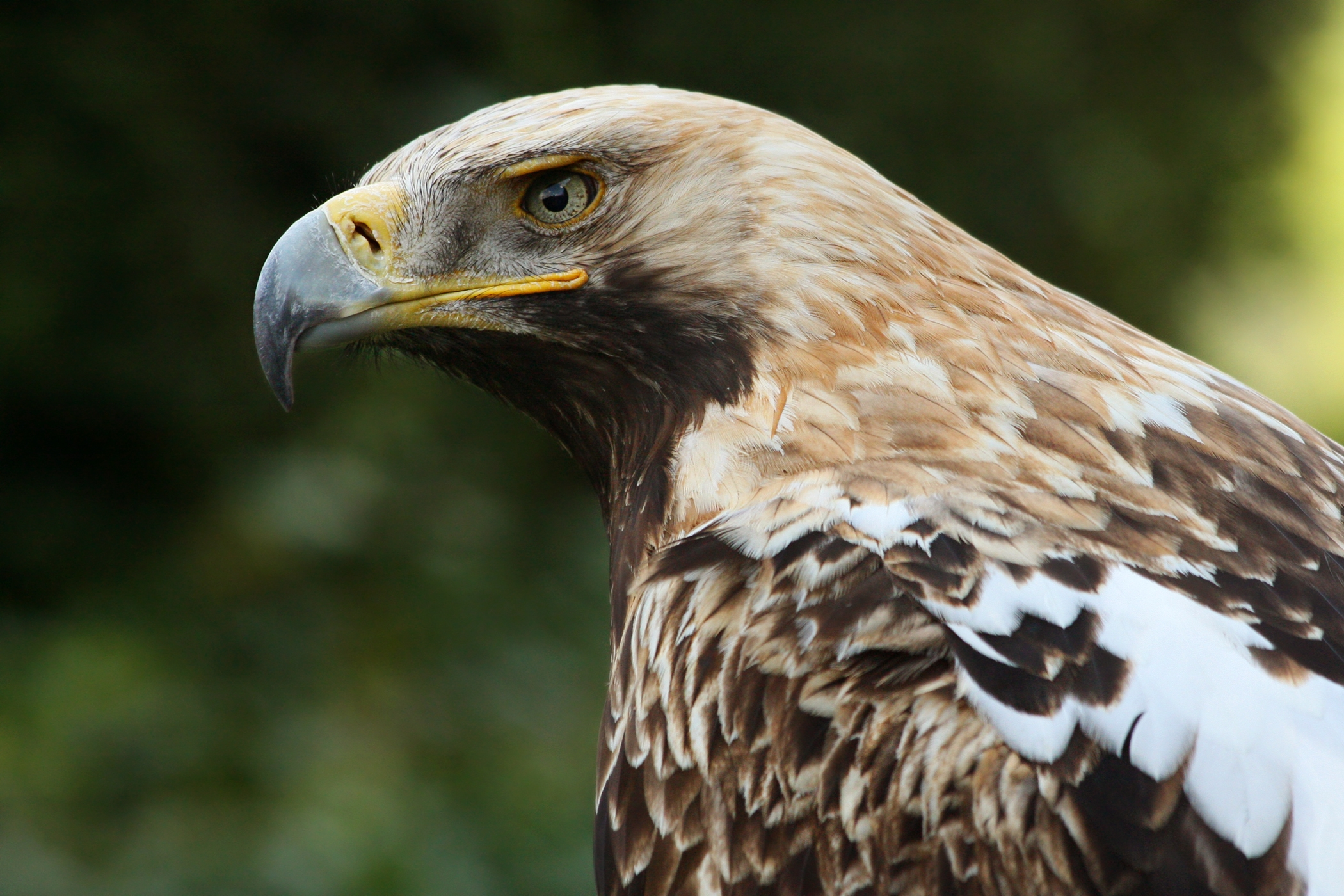
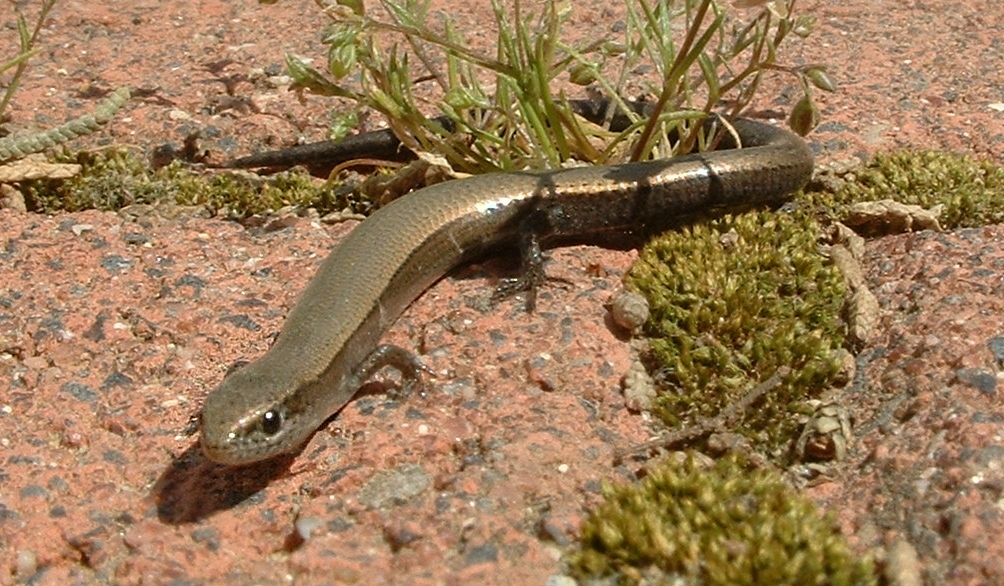
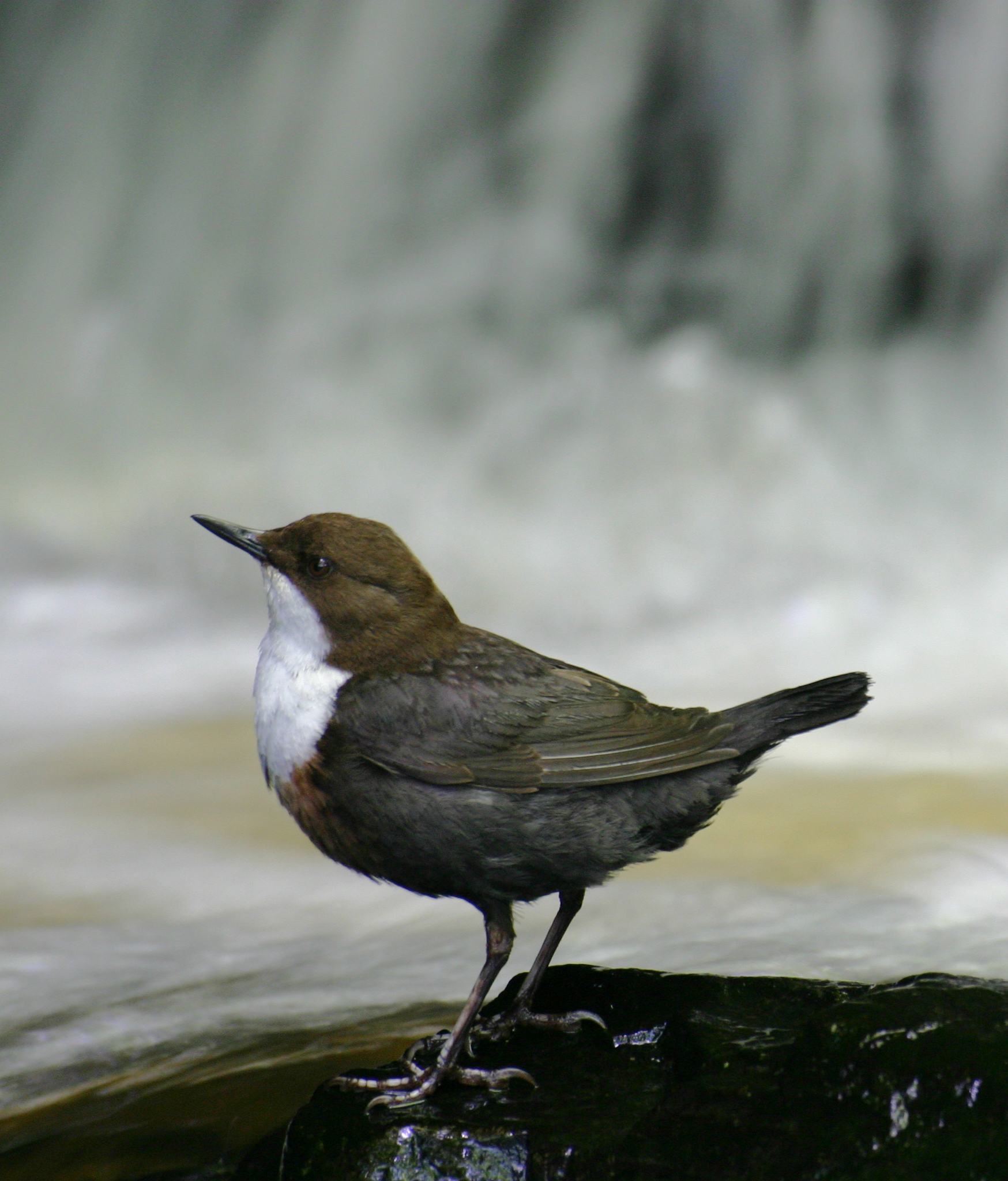
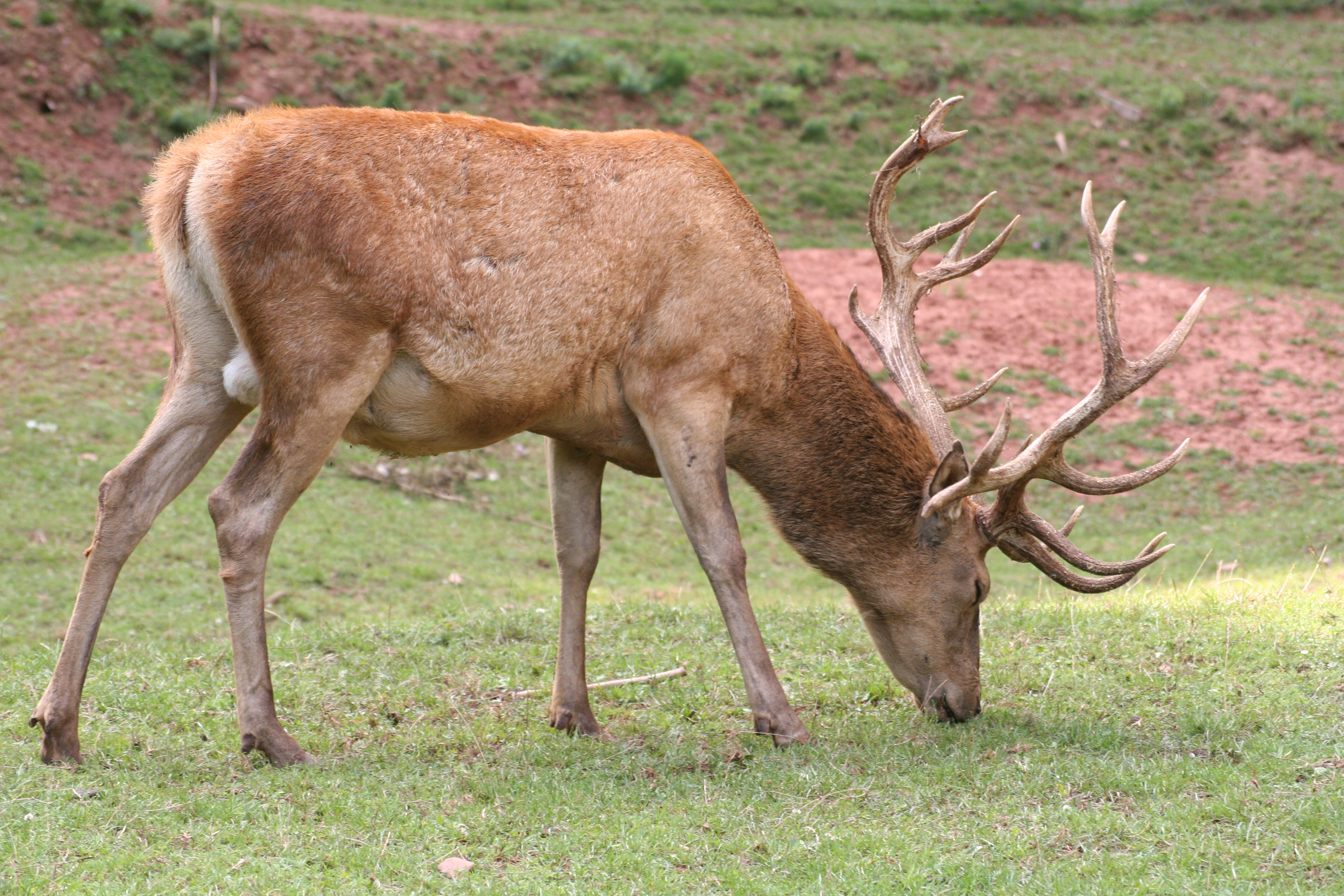
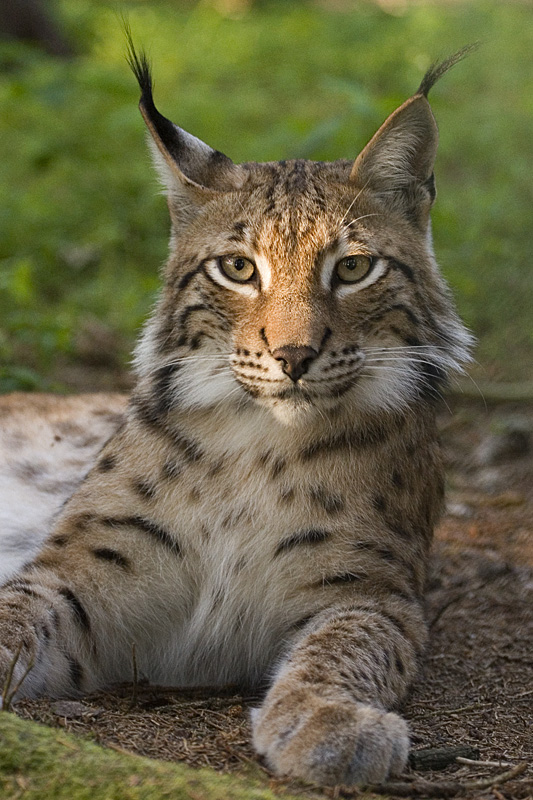
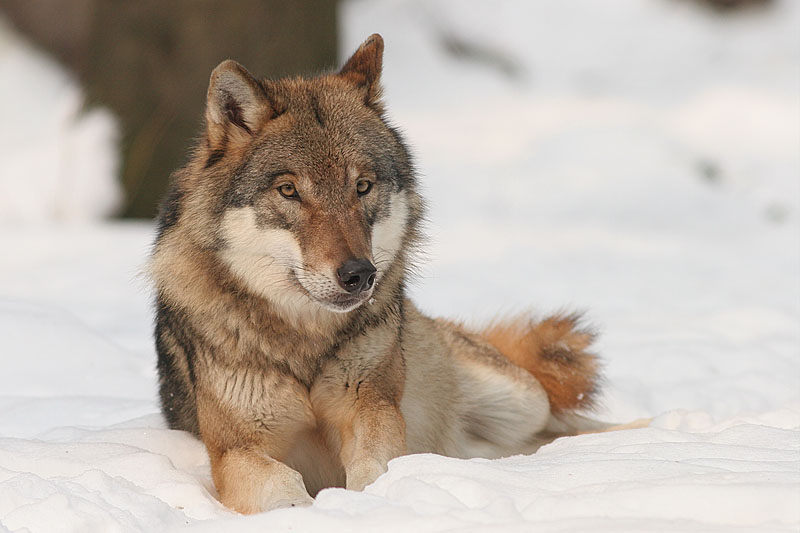
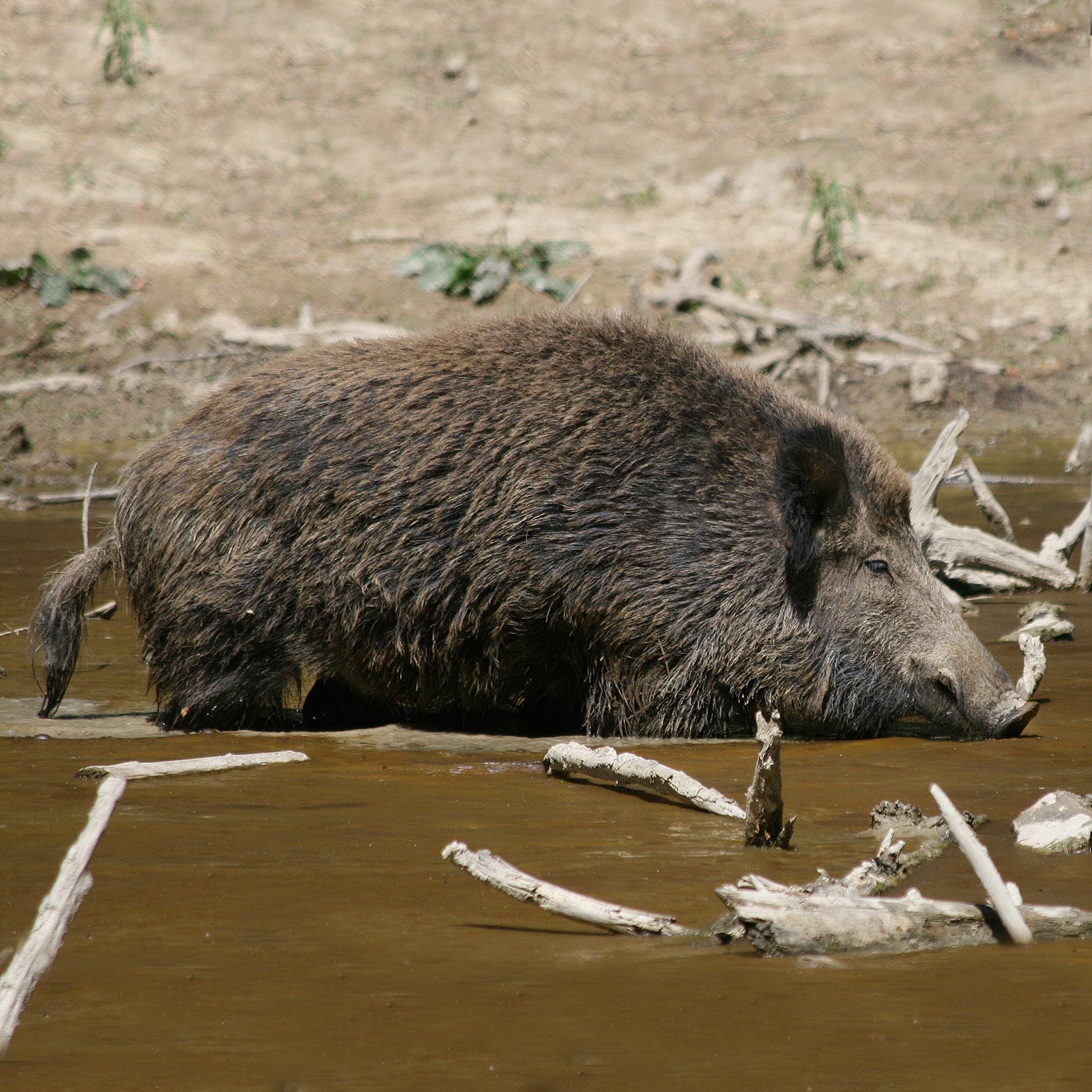
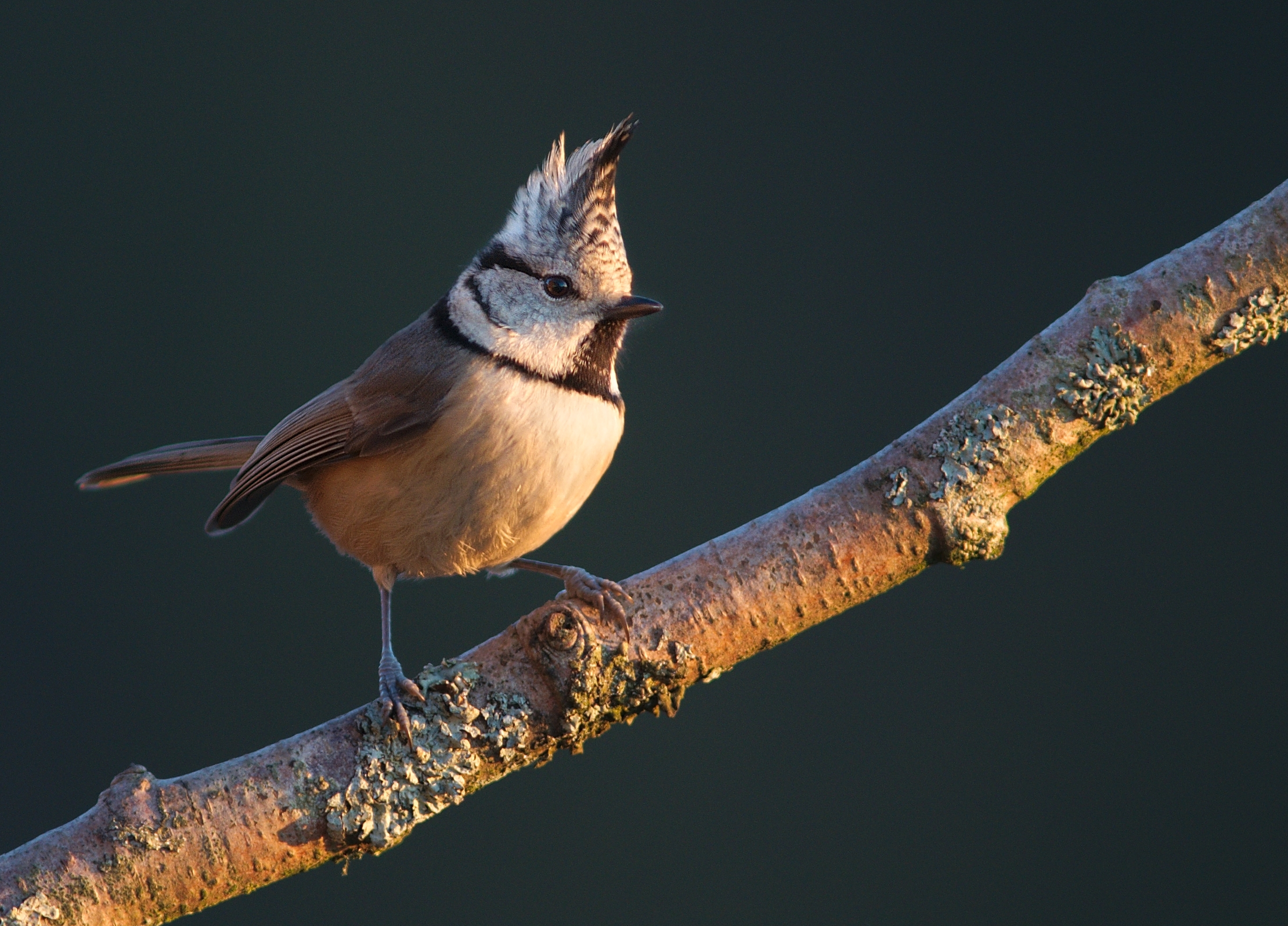
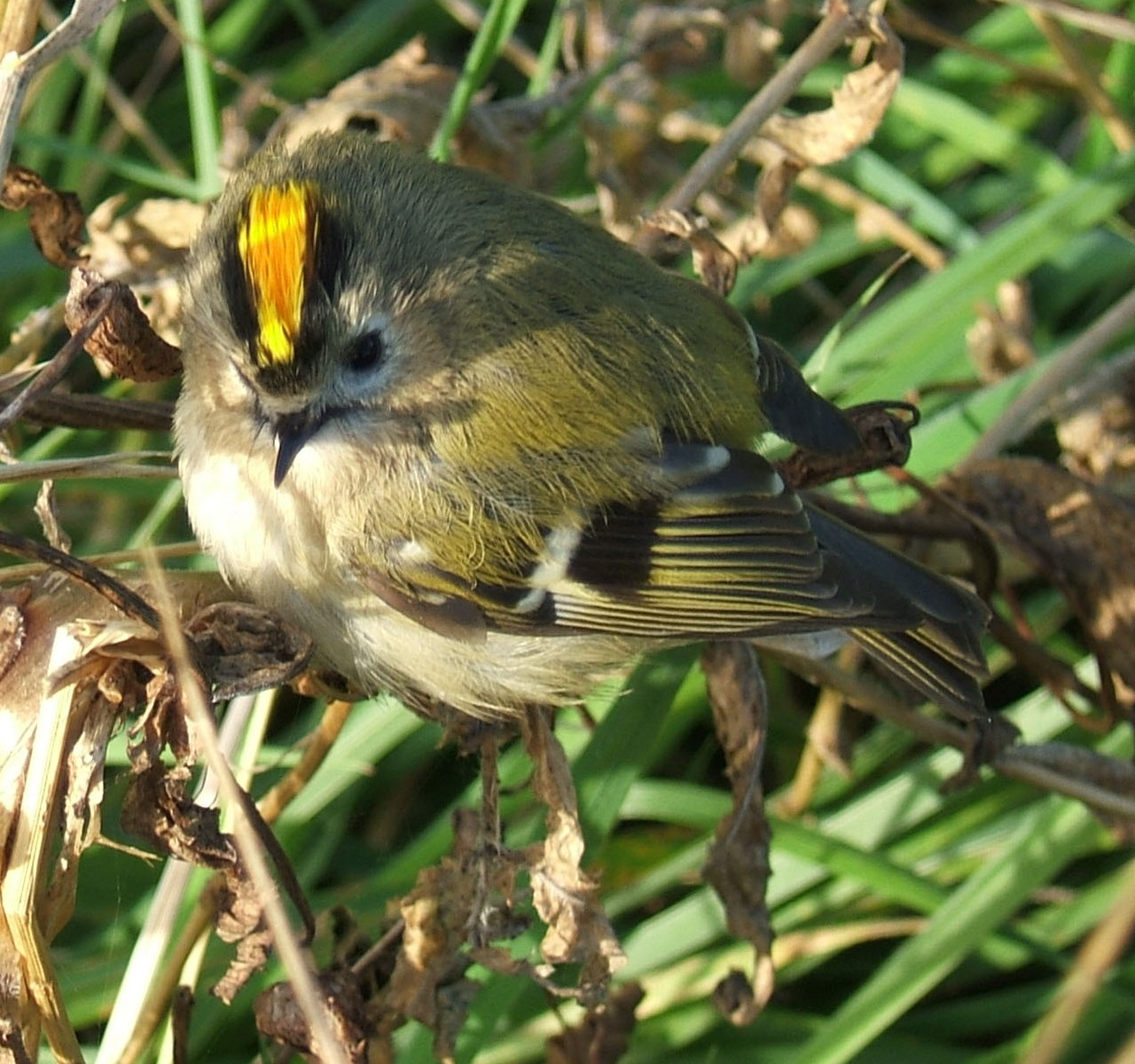
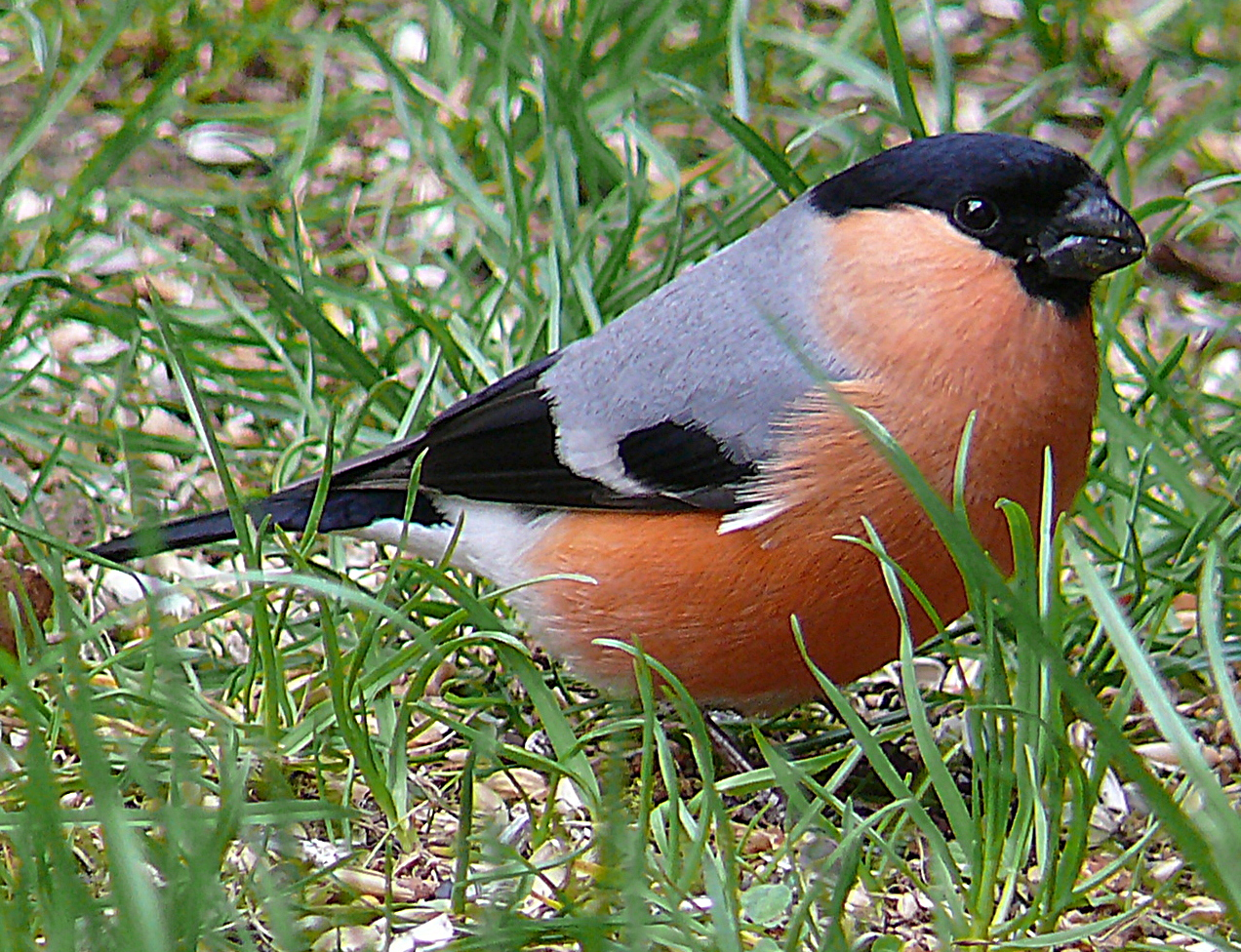
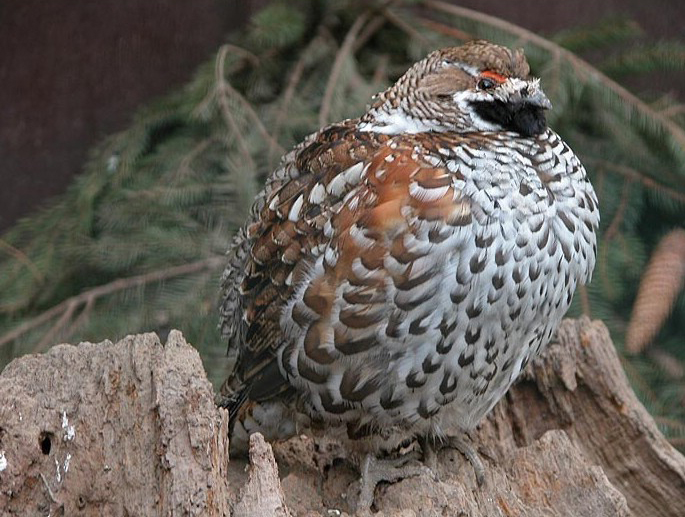
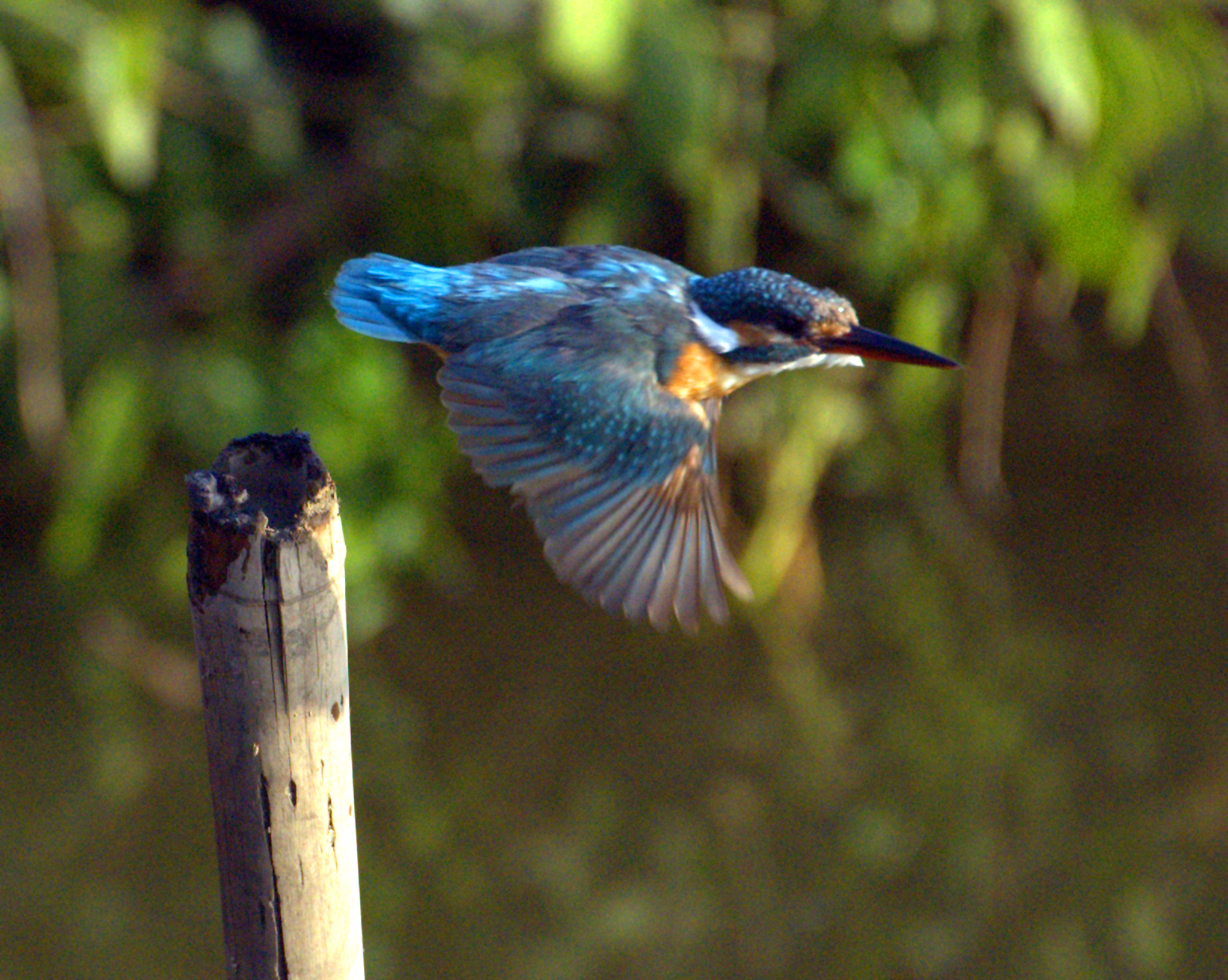
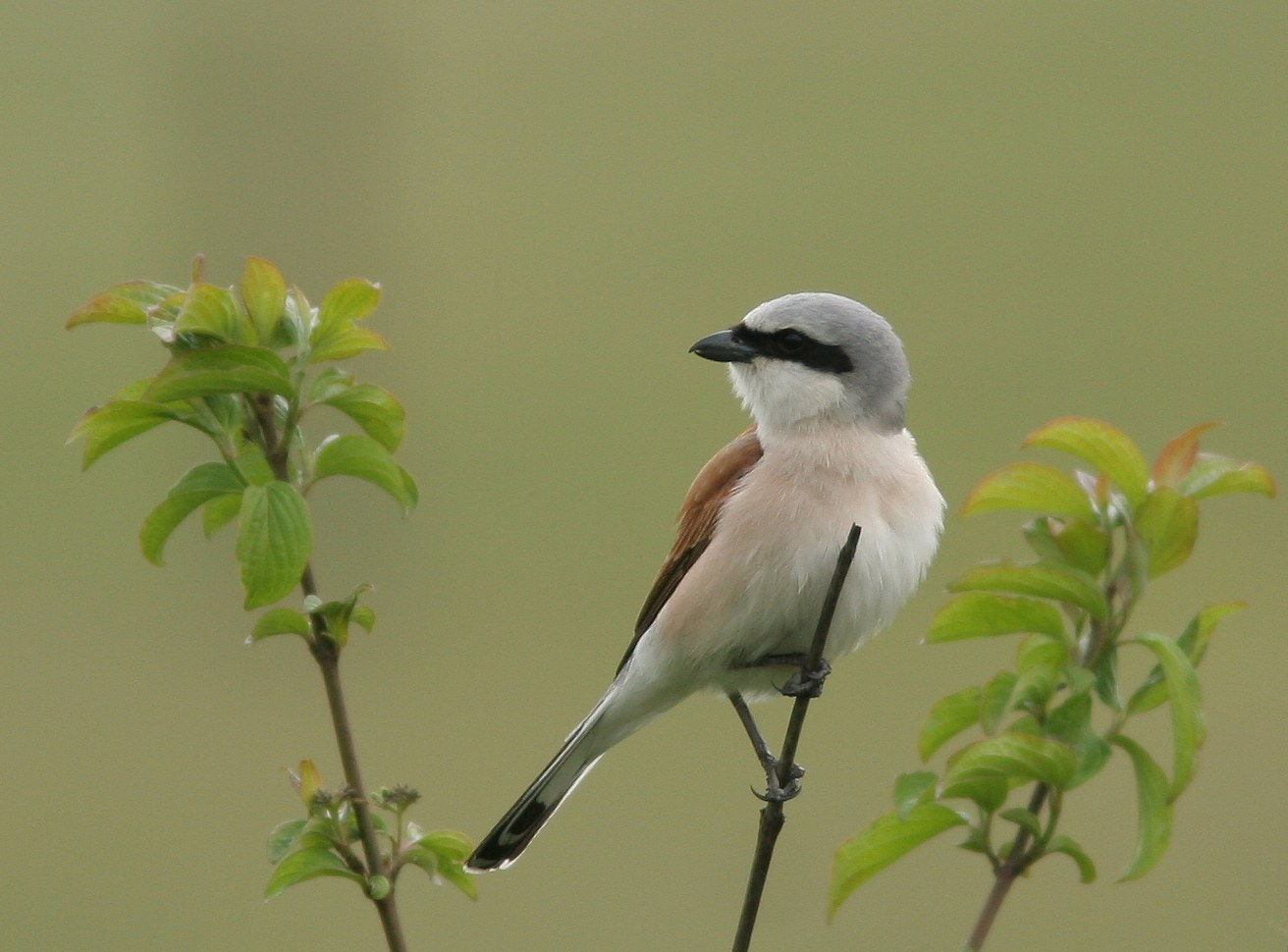
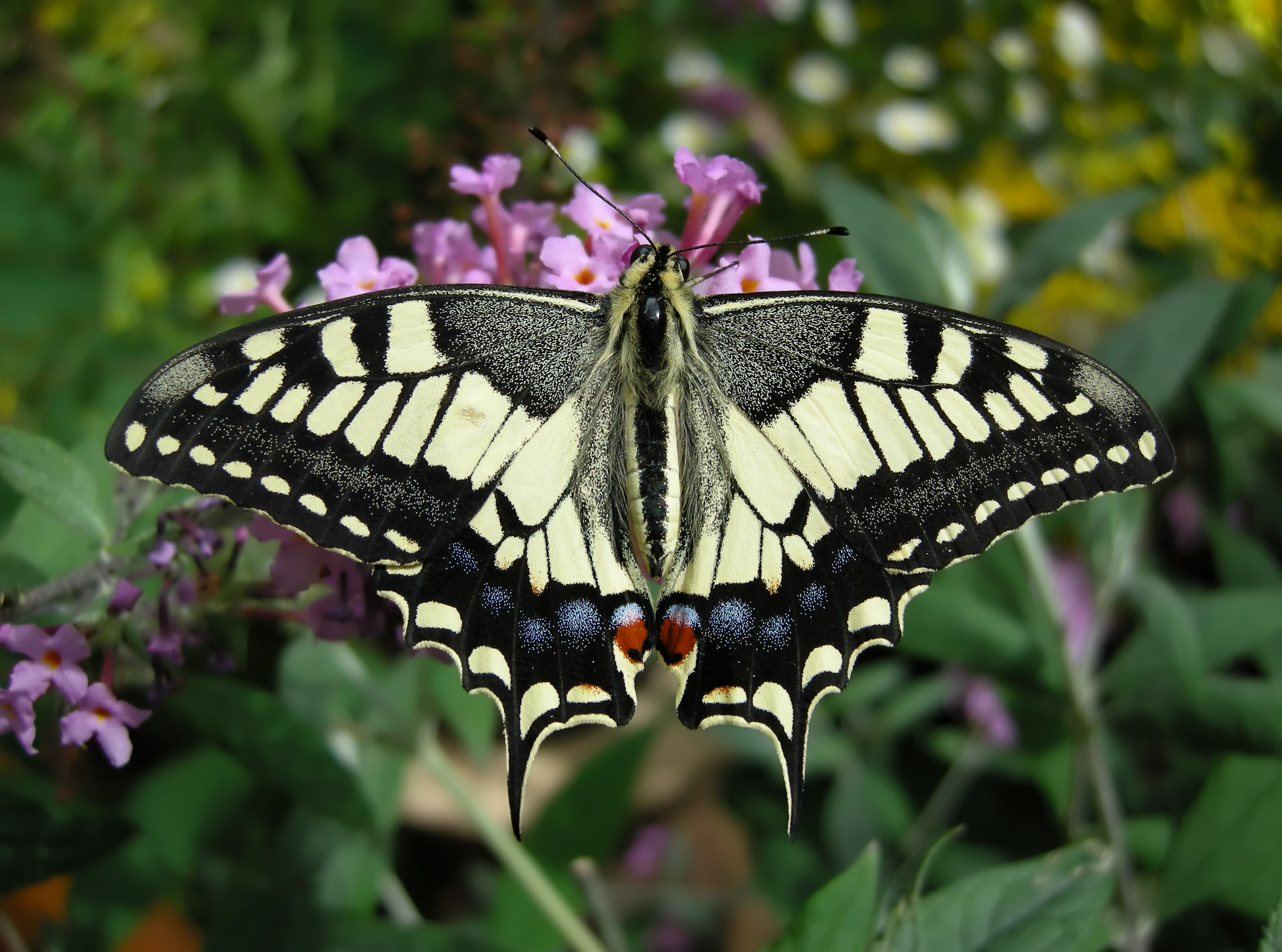
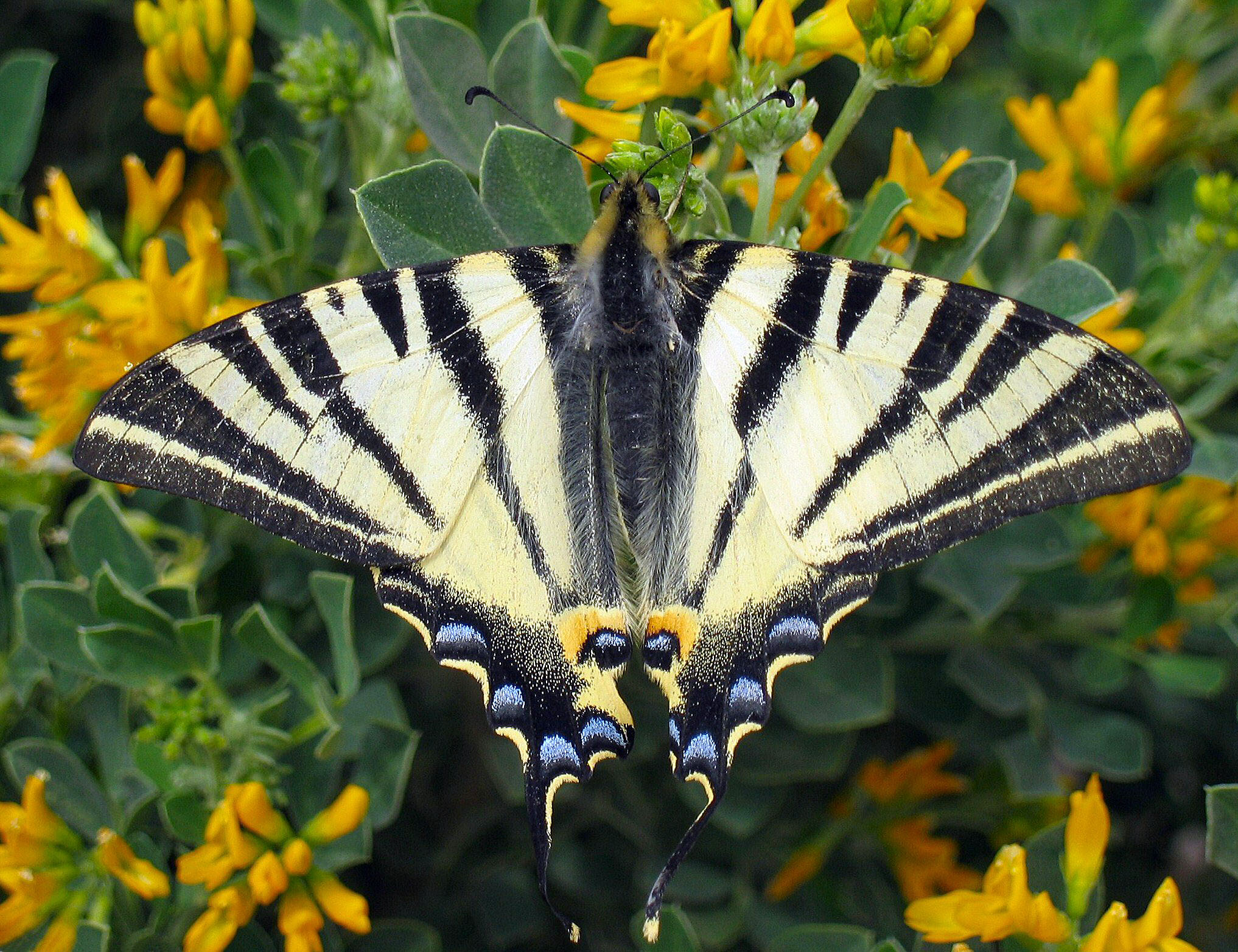
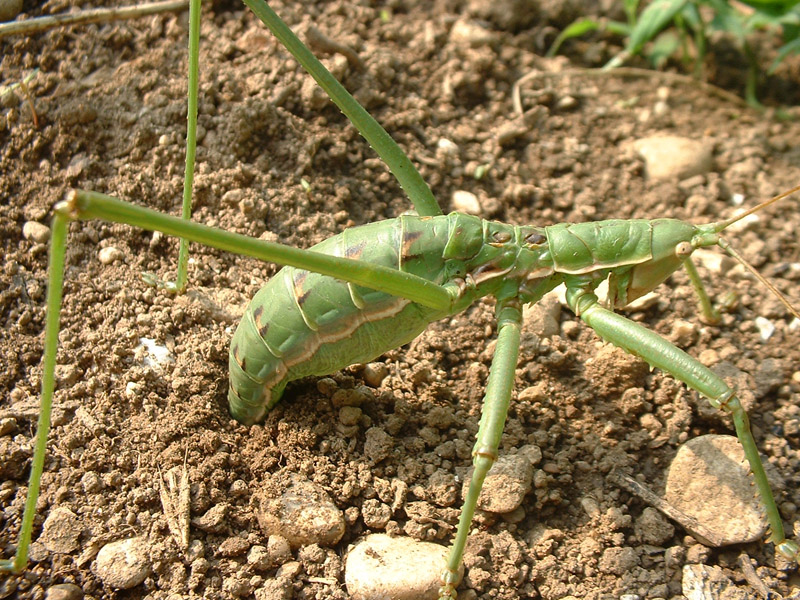
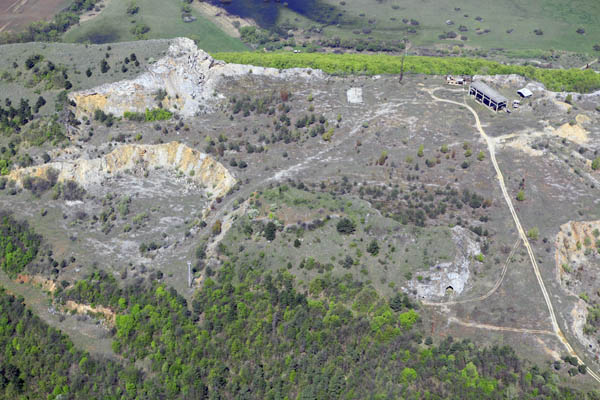